# Finkel (bande dessinée)
Pour les articles homonymes, voir Finkel.
 (février 2020).
Finkel est une série de bande dessinée de Didier Convard (scénario) et Christian Gine (dessin), mise en couleurs par Rita. Ses sept albums ont été publiés entre 1994 et 2005 par Delcourt.

## Synopsis
Alors que la plupart des terres ont été recouvertes par les océans, la « maladie du corail » prend des proportions de plus en plus inquiétantes. La liqueur d'existence devient de plus en plus rare, alors qu'elle seule permet la survie des enfants atteints de la maladie, les « enfants-rêve ».
C'est dans ce contexte qu'un enfant atteint la parfaite mutation : il est capable de vivre dans l'eau, tel un poisson. Commence alors une grande compétition entre la « Feder-Compagnie », qui veut œuvrer pour le bien de tous, et les « Nek-Amas » qui veulent contrôler le commerce et imposer leurs conditions. Le recteur Finkel est chargé par la Feder-Compagnie de récupérer l'enfant mutant avant que les Nek Amas ne s'en emparent.

## Les personnages
- Finkel : Recteur de la Feder-Compagnie, il est chargé de lutter contre les Nek Amas.
- Esta : Fille adoptive de Finkel.
- Bérith : Moine sige maître des sept sciences, il est capable de « happer » les pensées qui l'entourent.
- Eloïne : Agent de la Feder qui accompagne Finkel.
- Sa bbal : Chef des Nek Amas.
- Jakil : Fidèle serviteur de Sa bbal.
- Reimad : Esprit-écran au service de Sa bbal.

## Albums
- Finkel, Delcourt, coll. « Terres de Légendes » :

1. L'Enfant de mer (1994)
2. Océane (1995)
3. Génos (1996)
4. Le Secret (1997)
5. Origine (1998)
6. Esta (2001)
7. Corruption (2005)

Un tome 8, La Délivrance a été annoncé mais n'est jamais paru.